# Bisdom Llandaff
Het bisdom Llandaff is een van de zes bisdommen van de Kerk in Wales. De bisschopszetel van het bisdom is de kathedraal van Llandaff. Het bisdom beslaat ongeveer het gebied van het historisch graafschap Glamorgan. De hoofdstad van Wales, Cardiff, is gelegen in dit bisdom.
Het bisdom stamt volgens sommige verhalen uit het jaar 560, toen het zou zijn gesticht door Sint-Teilo. Er wordt echter sterk aan dit verhaal getwijfeld, aangezien er geen bewijs is dat Sint-Teilo tijdens zijn leven iets te maken heeft gehad met Llandaff. Wel gaat de geschiedenis van het bisdom daadwerkelijk terug tot in het eerste millennium na Christus.

## Aartsdiakonaten
Het bisdom is verdeeld in drie aartsdiakonaten:
- Aartsdiakonaat Llandaff
- Aartsdiakonaat Margam
- Aartsdiakonaat Morgannwg